# 先例
先例（せんれい）とは過去に存在した同様の事例。また、その中で特に規範としての重みを持ち、諸々の判断基準として位置づけられるもの。前例。また、特に繰り返し行われてきたものについては「慣例」「通例」などともいわれる。

## 概要
先例は特に公務の執行や公的行事などにおいて、明文化されていない事柄についての重要な判断基準となってきた。日本の国会では議院規則に次いで国会組織運営の法源とされており、衆議院では「先例集」参議院では「先例録」が各議院事務局によって編まれており、議事関係法規に規定のない事柄について有力な法的根拠となっている。
先例が法源となりうる意義は、先人の事例に倣うことで不測の事態を防止しようという考えに基づくと考えられる。その歴史は古く普遍的であり、ローマ法にはすでに「先例拘束の原則」 (stare decisis) が現れ後世の法制度にも影響を残している。先例の拘束力は政務や相続などの分野に強い影響を持ち、特に役所では先例のない仕事を忌み嫌い、新しいことをやりたがらないという風潮があるため、たびたび「前例主義」として批判されることがある。先例を重んじる理由として他に、連綿と続いている作法はそれ自体尊重するべきものであるという思想があり、日本では公家、武家などの支配階級はあらゆる行事において有職故実を重宝してきた。故実とは過去の実例のことであり、有職とはそういった知識が豊富な人を意味する。平安時代以後、公家社会では儀式と呼ばれる儀式書が編纂され、先人が残した日記も資料として尊重された。中世以前の共同体によっては、特に神事などの公的行事で先例を破ること（「違例」という）は、公的な制裁、懲罰を受ける正当な理由になるとも考えられ、累積して行われてきた行為がそれ自体、神聖性を帯びることがあった。
先例は蓄積されると慣習法を形成することがある。先人によって繰り返されてきた行動類型は社会構成員に当然守るべき規範としての意識付けがなされ、成文法としての明文化如何にかかわらず法的拘束力を持つものとされる。英米法におけるコモン・ローはそうした慣習法の蓄積であり、また日本の公家法は律令法を母体としつつもその多くが国例・庁例などの先例や明法勘文などの法解釈などを取り込んであり、武家法は公家法を一部取り入れつつも基本的には武家社会の慣例、特に「右大将家（源頼朝）の先例」を機軸として発展してきたのである。ただし、その先例を採用するか否かは後世の為政者による権威付けに依拠するところが大きく、しかもそれが実際に存在した先例であるかは別問題である。

先例は今日でも国際法や商法の分野で重要視されることが多く、成文法の補助的効力を有するとされる。日本では法の適用に関する通則法第3条において「公の秩序又は善良の風俗に反しない慣習は、法令の規定により認められたもの又は法令に規定されていない事項に関するものに限り、法律と同一の効力を有する」とされている。

先例は裁判所の判断にも一定の拘束力を持つ。判例は過去の裁判における判決例であるが、法の公平性維持の観点から上級裁判所における判決、繰り返し出された同類同種の判決はそれ自体先例として未来の判決にも影響を及ぼす。